# SC Bel-Abbès
 SC Bel-Abbès was een Frans-Algerijnse voetbalclub uit de stad Sidi-bel-Abbès. 

## Geschiedenis
De club werd opgericht in 1906 en was een Europese club waar Fransen speelden in het toenmalige koloniale Algerije. De club speelde in de regionale amateurcompetitie van Oran en was daar in de jaren twitnig erg succesvol. Ze werden toen ook een aantal keren Noord-Afrikaans kampioen, een competitie waar ook clubs uit Marokko, Tunesië en andere delen van Algerije aan deelnamen. Na de Noord-Afrikaanse titel in 1922 werd de club uitgenodigd om tegen de Franse bekerwinnaar Red Star Paris te spelen en de club verraste de Parijzenaars door met 1-2 te winnen. 
Een tweede succesperiode volgde in de jaren vijftig toen ze opnieuw een aantal keren kampioen van Oran en van Noord-Afrika werden. In 1951 wonnen ze ook voor het eerst de beker van Noord-Afrika, nadat Wydad Casablanca verslagen werd. In 1956 bereikten de club opnieuw de finale en dat uitgerekend tegen stadsrivaal USM Bel-Abbès. Men deed er alles aan zodat Sporting Club kon winnen. Nadat de kapitein van Sporting Club mocht meespelen hoewel hij voor de wedstrijd uitgesloten werd weigerde USM om aan te treden waardoor de wedstrijd afgelast werd. 
In 1961 werd de club ontbonden kort voor de Algerijnse onafhankelijkheid.

## Erelijst
Ligue d'Oran de Football Association
1922, 1923, 1924, 1925, 1926, 1927, 1928, 1947, 1952, 1953, 1954, 1955, 1956, 1957, 1958
Kampioen Noord-Afrika
1922, 1924, 1925, 1926, 1927, 1953, 1954
Beker van Noord-Afrika
1951, 1955